# Мартіньї-Конб
Мартіньї-Конб (фр. Martigny-Combe) — громада  в Швейцарії в кантоні Вале, округ Мартіньї.

## Географія
Громада розташована на відстані близько 105 км на південь від Берна, 30 км на південний захід від Сьйона.
Мартіньї-Конб має площу 37,4 км², з яких на 3,6% дозволяється будівництво (житлове та будівництво доріг), 13,4% використовуються в сільськогосподарських цілях, 65,2% зайнято лісами, 17,9% не є продуктивними (річки, льодовики або гори).

## Демографія
2019 року в громаді мешкало 2292 особи (+4,2% порівняно з 2010 роком), іноземців було 11,8%. Густота населення становила 61 осіб/км².
За віковим діапазоном населення розподілялося таким чином: 18,9% — особи молодші 20 років, 61,2% — особи у віці 20—64 років, 19,9% — особи у віці 65 років та старші. Було 1082 помешкань (у середньому 2,1 особи в помешканні).
Із загальної кількості 653 працюючих 80 було зайнятих в первинному секторі, 89 — в обробній промисловості, 484 — в галузі послуг.